# Clifford Gray
Clifford Gray, all'anagrafe Percival Davis (Birmingham, 5 gennaio 1887 – Ipswich, 25 settembre 1941), è stato uno scrittore e attore britannico.
Noto con vari nomi fra cui Percival Davis, Clifford Gray, Tippi Gray, Tippi Grey, Tippy Gray e Tippy Grey. Figlio di George ed Emma Davis, studiò al King Edward VI school. Collaborò con P. G. Wodehouse
Paroliere, attore, librettista, Gray (o Grey): come scrittore, contribuì alla produzione teatrale del West End di Londra e quella statunitense di Broadway, collaborando con personalità dello spettacolo quali Ivor Novello, Jerome Kern, Howard Talbot, George Gershwin. Lavorò inoltre per Hollywood e, negli ultimi anni della sua vita, scrisse per il cinema anche nel Regno Unito.
Per 35 anni si è creduto che Grey avesse partecipato segretamente come bobbista con il nome Clifford "Tippy" Gray a due Olimpiadi Invernali, nel 1928 e nel 1932, vincendo la medaglia d'oro, ma alla fine fu dimostrato che lo sportivo era una persona differente dal Gray uomo di spettacolo.

## Biografia

### Inizi di carriera
Gray nacque a Birmingham (Inghilterra) da George Davis ed Emma Lowe. Fu educato alla King Edward VI School. Quando, nel 1903, lasciò gli studi, trovò lavoro da impiegato ma con scarsa soddisfazione. Cominciò a frequentare il mondo teatrale, lavorando nello spettacolo e adottando il nome di Clifford Grey. Nel 1912, si sposò con Dorothy Maud Mary Gould (1891-1940): adottò la figlia che la moglie aveva avuto da una precedente unione e, insieme, ebbero altre due figlie. Il loro matrimonio durò fino alla morte di lei, nel 1940, un anno prima della morte di Gray.
Negli anni dieci, Gray cominciò a farsi un nome come paroliere, scrivendo i testi di molte musiche per gli spettacoli del West End. Nel 1916, collaborò con il compositore statunitense Nat Ayer per il musical The Bing Boys Are Here, per il quale Gray scrisse due tra le sue canzoni più celebri, If You Were The Only Girl In The World e Another Little Drink Wouldn't Do Us Any Harm. La collaborazione con Ayer continuò con altri spettacoli. Gray, all'epoca, lavorò pure con Herman Finck, Ivor Novello e Jerome Kern. Nel suo ultimo spettacolo, collaborò con P.G. Wodehouse.

### 1920 - Broadway e Hollywood
Nel 1920, Gray venne invitato a New York da Kern: insieme, rinnovarono la loro collaborazione partecipando come autori al musical Sally di Florenz Ziegfeld. Gray rimase a Broadway per la maggior parte dei dieci anni seguenti, con occasionali sortite a Londra per altri lavori, tra cui, nel 1923, The Rainbow di George Gershwin. Per Broadway, scrisse numerosi testi collaborando nel 1927 con Sigmund Romberg, Melville Gideon, Vincent Youmans e nel 1928 con Rudolph Friml e Wodehouse.
Con l'avvento del sonoro, Gray fu chiamato a Hollywood. Lavorò, collaborando con il compositore Victor Schertzinger, per Il principe consorte, un film musicale interpretato da Jeanette MacDonald e Maurice Chevalier. Insieme a Oscar Straus, lavorò a The Smiling Lieutenant (1931), contribuendo pure a film in cui i protagonisti erano Ramón Novarro, Lawrence Tibbett e Marion Davies. Tra il 1929 e il 1931, scrisse per Hollywood sceneggiature e liriche per quattordici film. Nel 1929, tornò temporaneamente a Londra, dove collaborò con Vivian Ellis per Mr. Cinders per cui scrisse una delle sue canzoni più conosciute, Spread a Little Happiness.

### Il West End e gli ultimi anni
Ritornò definitivamente in Gran Bretagna nel 1932, dedicandosi soprattutto alla sceneggiatura cinematografica: scrisse in quel periodo più di una ventina di film, tra cui La Bohème con Douglas Fairbanks e Gertrude Lawrence.
Oscar Levant, Johnny Green e Noel Gay furono le nuove firme con cui collaborò in quegli anni. All'inizio della seconda guerra mondiale, Gray prese parte a numerosi spettacoli per le forze armate in giro per il paese. Mentre si trovava a Ipswich, nel Suffolk, la cittadina fu pesantemente bombardata. Gray ebbe un attacco di cuore e moriva due giorni dopo a causa delle complicazioni dovute all'aggravarsi della sua asma.

## Filmografia

### Sceneggiatore
- Sally, regia di Alfred E. Green - lavoro teatrale Sally (1925)
- Un bacio in taxi (A Kiss in a Taxi), regia di Clarence G. Badger  - lavoro teatrale "Sunny Days")  (1927)
- Lord Babs, regia di Walter Forde - sceneggiatore (1932)
- Rome Express, regia di Walter Forde - storia (1932)
- For the Love of Mike, regia di Monty Banks (sceneggiatore) (1932)
- King of the Ritz, regia di Carmine Gallone, Herbert Smith - sceneggiatura (1933)
- Voglio fare il signore (This Is the Life), regia di Albert de Courville - sceneggiatura e storia (UK 1933)
- The Song You Gave Me, regia di Paul L. Stein - sceneggiatura (1933)
- Facing the Music, regia di Harry Hughes - storia (1933)
- The Luck of a Sailor, regia di Robert Milton - sceneggiatura (1934)
- Give Her a Ring - sceneggiatura (1934)
- Girls Will Be Boys, regia di Marcel Varnel - sceneggiatura (1934)
- My Song Goes Round the World - scenario (1934)
- Doctor's Orders, regia di Norman Lee - sceneggiatura, storia (1934)
- Mister Cinders - sceneggiatura (1934)
- Invitation to the Waltz - sceneggiatura (1935)
- Brewster's Millions (sceneggiatura) (1935)
- Dandy Dick (sceneggiatura) (1935)
- La Bohème (Mimi) (sceneggiatura) (1935)
- Drake il corsaro (Drake of England) - sceneggiatura (1935)
- The Student's Romance - sceneggiatura (1935)
- Charing Cross Road - sceneggiatura (1935)
- Queen of Hearts (sceneggiatura) (1936)
- Heart's Desire, regia di Paul L. Stein - dialogo addizionale (1936)
- Boys Will Be Girls (copione) (1936)
- Pearls Bring Tears (storia) (1937)
- Sing as You Swing (storia) (1937)
- Hold My Hand di Thornton Freeland (sceneggiatura) (1938)
- Luck of the Navy (sceneggiatura) (1938)
- The Lambeth Walk, regia di Albert de Courville - sceneggiatura (1939)
- Lucky to Me (sceneggiatura) (1939)
- Yes, Madam? (sceneggiatura) (1939)
- She Couldn't Say No di Graham Cutts (sceneggiatura) (1940)
- The Middle Watch (sceneggiatura) (1940)
- La famiglia di mia moglie (My Wife's Family) (sceneggiatura)  (1941)
- Stackars lilla Sven  (lavoro teatrale "Mr. Cinders") (1947)
- Vagone letto per Trieste (Sleeping Car to Trieste) (storia) (1948)
- Jim und Jill (sceneggiatura) (TV, 1958)

### Attore
- The Stronger Hand (1914)
- Atonement (1914)
- The Intruder, regia di Christy Cabanne (1914)
- The Birthday Present, regia di George Hennessy (1914)
- The Crucible, regia di Hugh Ford, Edwin S. Porter (1914)
- Beulah, regia di Bertram Bracken (1915)
- The Mesh of the Net - cortometraggio (1915)
- A Daughter of the Sea, regia di Charles M. Seay (1915)
- Madame Cubist, regia di Lucius Henderson (1916)
- Thrown to the Lions, regia di Lucius Henderson (1916)
- The Girl Who Feared Daylight, regia di Lucius Henderson (1916)
- The Window of Dreams, regia di Howard M. Mitchell (1916)
- Wall Street Tragedy, regia di Lawrence Marston (1916)
- The Weakness of Strength, regia di Harry Revier (1916)
- The Rainbow Princess, regia di J. Searle Dawley (1916)
- The Heart of a Hero, regia di Émile Chautard (1916)
- A Coney Island Princess, regia di Dell Henderson (1916)
- The Beloved Vampire (1917)
- The Inspirations of Harry Larrabee, regia di Bertram Bracken (1917)
- The Alien Blood, regia di Burton Georg (1917)
- The Best Man, regia di Bertram Bracken (1917)
- The Game's Up, regia di Elsie Jane Wilson (1919)
- Il rapimento di Miss Mhyss (Sooner or Later), regia di Wesley Ruggles (1920)
- The Cost, regia di Harley Knoles (1920)
- Carnival, regia di Harley Knoles (1921)
- Dangerous Lies, regia di Paul Powell (1921)
- The Man from Home, regia di George Fitzmaurice (1922)

## Spettacoli teatrali (parziale)
- Sally  Libretto di Guy Bolton - Musica di Jerome Kern e Victor Herbert - Parole di Clifford Gray e B.G. DeSylva (prima: 21 dicembre 1920)
- The Three Musketeers Libretto di William Anthony McGuire - Musica di Rudolf Friml, parole di Clifford Gray e P. G. Wodehouse (prima: 13 marzo 1928)